# الخيانة تعرف اسمي
الخيانة تعرف اسمي (باليابانية: 裏切りは僕の名前を知っている، بالروماجي: Uragiri wa Boku no Namae o Shitteiru) (بالإنجليزية: The Betrayal Knows My Name)‏ هي سلسلة مانغا يابانية من تأليف ورسم أوداغيري هوتارو، نشرت من قبل كادوكاوا شوتين في مجلة أسوكا الشهرية منذ أكتوبر عام 2005. أنتجت إلى أنمي تلفزيوني من قبل استوديو جاي سي ستاف، عرض الأنمي في 11 أبريل عام 2010 واستمر عرضه حتى 19 سبتمبر عام 2010، وتكون من 24 حلقة.

## القصة
تدور أحداث القصة عن يوكي ساكورا هو فتى في سن المراهقة لديه قدرة غامض. تم التخلي عنها بعد الولادة بالقرب من دار الأيتام. يوكي يسعى من أجل الاستقلال، ويكره أن يكون عبئًا على أي شخص، قدرة الغامضة تسمح له أن يعرف مشاعر الناس عند لمسهم.

## الشخصيات

### الشخصيات الرئيسية
يوكي غيو (ساكوراي) (باليابانية: 桜井(祗王)夕月، بالروماجي: Sakurai (Giō) Yuki)
مؤدي الصوت: سويتشيرو هوشي
لوكا كروسزيريا (زيس) (باليابانية: ゼス(ルカ＝クロスゼリア)، بالروماجي: Zesu (Ruka Kurosuzeria))
مؤدي الصوت: تاكاهيرو ساكوراي

### شخصيات أخرى
تسوكومو موراسامي (باليابانية: 叢雨九十九، بالروماجي: Murasame Tsukumo)
مؤدي الصوت: جون فوكوياما
توكو موراسامي (باليابانية: 叢雨十瑚، بالروماجي: Murasame Tōko)
مؤدي الصوت: مارينا إينوي
هوتسوما رينجو (باليابانية: 蓮城焔椎真، بالروماجي: Renjou Hotsuma)
مؤدي الصوت: دايسكي أونو
شوسي أوسوي (باليابانية: 碓氷愁生، بالروماجي: Usui Shūsei)
مؤدي الصوت: مامورو ميانو
كوروتو هوراي (باليابانية: 蓬莱 黒刀، بالروماجي: Hourai Kuroto)
مؤدي الصوت: هيروشي كاميا
شينشيرو فوروري (باليابانية: 降織 千紫郎، بالروماجي: Furuori Senshirou )
مؤدي الصوت: ساتوشي هينو
تاكاشيرو غيو (باليابانية: 祇王 天白، بالروماجي: Giou Takashiro)
مؤدي الصوت: تاكيهيتو كوياسو
تاتشيبانا غيو (باليابانية: 祇王 橘، بالروماجي: Giou Tachibana)
مؤدي الصوت: شينيتشيرو ميكي
كاناتا واكاميا (باليابانية: 若宮奏多، بالروماجي: Wakamiya Kanata)
مؤدي الصوت: أكيرا إيشيدا
يوكي غيو (باليابانية: ユキ(前世)، بالروماجي: Yuki Giou)
مؤدية الصوت: يوكانا
إيبوكي شيكيبي (باليابانية: 式部 為吹، بالروماجي: Shikibe Ibuki)
مؤدي الصوت: يوري أمانو
تسوباكي شيكيبي (باليابانية: 式部 椿姫، بالروماجي: ShikibeTsubaki)
مؤدي الصوت: هوكو كواشيما
فويوتوكي كوريها (باليابانية: 呉羽 冬解، بالروماجي: Kureha Fuyutoki)
مؤدي الصوت: كينجي هامادا
أيا كوريها (باليابانية: 呉羽 綾، بالروماجي: Kureha Aya)
مؤدي الصوت:سايوري ياهاغي
كاتسومي توما (باليابانية: 遠間 克己، بالروماجي: Tooma Katsumi)
مؤدي الصوت: نوبوهيكو أوكاموتو
ماساموني شينمي (باليابانية: 神命 正宗، بالروماجي: Shinmei Masamune)
مؤدي الصوت: شينتارو أسانوما
سودوم (باليابانية: ソドム، بالروماجي: Sodomu)
مؤدي الصوت: موموكو إيشيكاوا
آشلي (باليابانية: アシュレイ، بالروماجي: Ashurei)
مؤدية الصوت: كانا أويدا
إيلجي (باليابانية: エレジー، بالروماجي: Erejī)
مؤدية الصوت: جونكو ميناغاوا
كادينزا (باليابانية: カデンツァ، بالروماجي: Kadentsa)
مؤدي الصوت: تاكايا كورودا
لوز (باليابانية: ルゼ، بالروماجي: Ruze)
مؤدي الصوت: شينوسكي تاتشيبانا

## وصلات خارجية
- الموقع الرسمي باللغة اليابانية
- الخيانة تعرف اسمي على موقع ANN manga (الإنجليزية)